# Костадинов, Тихомир
Тихомир Костадинов (макед. Тихомир Костадинов; 4 марта 1996, Валандово) — северомакедонский футболист, полузащитник клуба «Пяст». Выступал сборную Северной Македонии.

## Биография
Начал взрослую карьеру осенью 2014 года в клубе первой лиги Сербии «Моравац» (Мрштане). В начале следующего года вернулся на родину и провёл полсезона в клубе высшего дивизиона «Тетекс» (Тетово). Финалист Кубка Македонии 2014/15.
С 2015 года выступал в Словакии. Сезон 2015/16 провёл во втором дивизионе в клубе «Дукла» (Банска-Бистрица), на следующий год играл в высшем дивизионе за «ВиОн» (Злате-Моравце). С 2017 года выступал за «Ружомберок», провёл за этот клуб 100 матчей в чемпионатах страны, также принимал участие в еврокубках. Становился финалистом Кубка Словакии 2017/18 и 2019/20, третий призёр чемпионата Словакии 2018/19.
Выступал за сборные Республики Македонии младших возрастов, провёл около 20 матчей в официальных турнирах. Участник финального турнира молодёжного чемпионата Европы 2017 года, где лишь в одной игре вышел на замену, а его команда не смогла пробиться из группы.
В национальной сборной Северной Македонии дебютировал 16 ноября 2019 года в матче отборочного турнира чемпионата Европы против Австрии. В июне 2021 года включен в состав сборной для участия в чемпионате Европы.

## Достижения
- Финалист Кубка Северной Македонии: 2014/15
- Финалист Кубка Словакии: 2017/18, 2019/20